# Prima Divisione 2019-2020 (Libano)
La Prima Divisione 2019-2020 è stata la 60ª edizione della massima serie del campionato libanese di calcio, che si sarebbe dovuta disputare tra il settembre 2019 e l'aprile 2020.
Il 21 gennaio 2020, la LFA ha deciso di sospendere tutti i campionati di calcio fino a nuovo avviso e ha annullato le partite delle precedenti tre giornate giocate, risalenti al 17 ottobre 2019, a causa della crisi economica in corso nel paese.
In seguito con l'arrivo del pandemia di coronavirus, il 28 maggio 2020, la stagione è stata ufficialmente cancellata.

## Stagione
L'Ahed sono i campioni in carica per tre volte di seguito. 
Dodici squadre si sfideranno nel campionato: le prime dieci squadre della stagione precedente e le due squadre promosse dalla Seconda Divisione. Le squadre promosse sono il Bourj (che torna alla massima serie dopo un'assenza di 16 anni) e il Shabab Bourj (promosso per la prima volta nella loro storia). Hanno sostituito il Bekaa e il Racing, concludendo i loro periodi di prima divisione libanese rispettivamente di cinque e undici anni.

## Squadre partecipanti
| Club            | Città   | Stadio                       | Stagione precedente              |
| --------------- | ------- | ---------------------------- | -------------------------------- |
| Al-Ahed         | Beirut  | Vari                         | 1º posto nella Prima Divisione   |
| Akhaa Ahli Aley | Aley    | Stadio Amin AbdelNour        | 4º posto nella Prima Divisione   |
| Ansar           | Beirut  | Stadio municipale di Beirut  | 2º posto nella Prima Divisione   |
| Bourj           | Beirut  | Vari                         | 1º posto nella Seconda Divisione |
| Chabab Ghazieh  | Ghazieh | Stadio di Kfarjoz            | 6º posto nella Prima Divisione   |
| Nejmeh          | Beirut  | Vari                         | 3º posto nella Prima Divisione   |
| Safa            | Beirut  | Vari                         | 10º posto nella Prima Divisione  |
| Salam Zgharta   | Zgharta | Stadio di Zgharta            | 9º posto nella Prima Divisione   |
| Shabab Bourj    | Beirut  | Vari                         | 2º posto nella Seconda Divisione |
| Shabab Sahel    | Beirut  | Vari                         | 5º posto nella Prima Divisione   |
| Tadamon Tiro    | Tiro    | Stadio di Tiro               | 7º posto nella Prima Divisione   |
| Tripoli         | Tripoli | Stadio municipale di Tripoli | 8º posto nella Prima Divisione   |

## Classifica all'abbandono
Aggiornata all'17 ottobre 2019.
|  | Pos. | Squadra         | Pt | G | V | N | P | GF | GS | DR  |
|  | ---- | --------------- | -- | - | - | - | - | -- | -- | --- |
|  | 1.   | Ansar           | 6  | 3 | 2 | 0 | 1 | 7  | 3  | +4  |
|  | 2.   | Bourj           | 6  | 2 | 2 | 0 | 0 | 3  | 0  | +3  |
|  | 3.   | Nejmeh          | 6  | 2 | 2 | 0 | 0 | 3  | 1  | +2  |
|  | 4.   | Shabab Sahel    | 4  | 3 | 1 | 1 | 1 | 4  | 4  | 0   |
|  | 5.   | Akhaa Ahli Aley | 4  | 3 | 1 | 1 | 1 | 3  | 3  | 0   |
|  | 6.   | Safa            | 4  | 3 | 1 | 1 | 1 | 3  | 4  | -1  |
|  | 7.   | Al-Ahed         | 3  | 1 | 1 | 0 | 0 | 3  | 1  | +2  |
|  | 8.   | Salam Zgharta   | 3  | 2 | 1 | 0 | 1 | 2  | 2  | 0   |
|  | 9.   | Tripoli         | 3  | 2 | 1 | 0 | 1 | 2  | 3  | -1  |
|  | 10.  | Shabab Bourj    | 3  | 3 | 1 | 0 | 2 | 3  | 5  | -2  |
|  | 11.  | Tadamon Tiro    | 1  | 3 | 0 | 1 | 2 | 2  | 4  | -12 |
|  | 12.  | Chabab Ghazieh  | 0  | 3 | 0 | 0 | 3 | 2  | 7  | -5  |

Legenda:
      Campione del Libano e ammessa alla fase a gironi della Coppa dell'AFC 2021.
      Ammessa alla fase a gironi della Coppa dell'AFC 2021.
      Retrocesse in Seconda Divisione libanese 2020-2021.
Note:
Tre punti a vittoria, uno a pareggio, zero a sconfitta.
In caso di arrivo di due o più squadre a pari punti, la graduatoria finale verrà stilata secondo la classifica avulsa tra le squadre interessate che prevede, in ordine, i seguenti criteri:
- Punti negli scontri diretti
- Differenza reti negli scontri diretti
- Differenza reti generale
- Reti realizzate in generale
- Sorteggio

A campionato in corso fra due o più squadre con eguale numero di punti sono vigenti i piazzamenti a pari merito. In tali casi vengono riportate le squadre in classifica secondo un ordinamento grafico convenzionale. Tale ordinamento prevede, quando non sussiste la parità di incontri disputati, che le squadre con un minor numero di partite giocate precedano nell'elencazione quelle con un maggior numero di partite giocate. A parità di incontri disputati, invece, l'ordinamento rispecchia i parametri seguiti per stilare le classifiche avulse finali. Se, dopo avere preso in considerazione i risultati di entrambi gli scontri diretti, la differenza reti generale e le reti realizzate in generale, nell'ordinamento grafico permane una situazione di ex aequo, è altresì utilizzato l'ordine alfabetico come ulteriore criterio convenzionale.